# Jean-François Regnard
Jean-François Regnard (París, el 7 de febrer de 1655 - al castell de Grillon, Dourdan, el 4 de setembre de 1709) va ser un escriptor i dramaturg francès.
Va ser considerat, durant els segles xviii i xix, el millor dramaturg còmic francès després de Molière. Voltaire va arribar a dir d'ell: A qui no li agradi Regnard, no és digne d'admirar Molière.
A més a més de comèdies, va escriure llibres de viatges.

## Obra dramàtica
- Arlequin homme à bonne fortune (1690)
- La Coquette (1691)
- Attendez-moi sous l'orme (1694)
- La Sérénade (1694)
- La Foire Saint-Germain (1695)
- La suite de la Foire Saint-Germain, ou Les Momies d'Égypte (1696)
- Le Joueur (1696)
- Le Distrait (1697)
- Le Carnaval de Venise (1699)
- Démocrite amoureux (1700)
- Le Retour imprévu (1700)
- Les Folies amoureuses (1704)
- Les Ménechmes, ou Les jumeaux (1705)
- Le Légataire universel (1708)